# Regno visigoto

Il Regno visigoto fu un regno dell'Europa occidentale tra il V e l'VIII secolo, uno dei regni romano-barbarici, ovvero Stati successori dell'Impero romano, originariamente creato dall'insediamento dei Visigoti in Aquitania (Gallia meridionale). I Visigoti si stabilirono lì su decisione del governo romano, per poi espandersi conquistando la penisola iberica. Il regno rimase indipendente dall'Impero bizantino, il cui tentativo di ristabilire l'autorità romana in Iberia (Spagna e Portogallo) fallì. All'inizio del VI secolo, i Franchi conquistarono tutta la porzione gallica del regno tranne la Settimania. L'intero regno collassò durante l'invasione musulmana proveniente dal Maghreb, e alla fine il Regno delle Asturie assunse l'eredità del regno visigoto.
Il regno era condotto da un monarca eletto, obbligatoriamente di stirpe gota, tramite i consigli datogli dal Senato formato da vescovi e magnati laici. Nonostante numerosi re abbiano tentato di stabilire delle linee ereditarie, nessuno ci riuscì. I primi re furono ariani e si scontrarono con la Chiesa romana, ma dopo la conversione dei Visigoti avvenuta al Concilio di Toledo la Chiesa esercitò un'enorme influenza sulle questioni secolari. I Visigoti svilupparono la più ampia legislazione secolare dell'Europa occidentale, la Liber Iudiciorum.

## Regno di Tolosa

### Fondazione del regno visigoto in Gallia

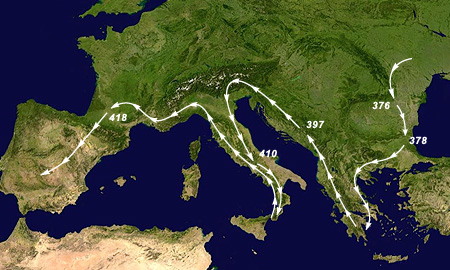
Migrazione principale dei Visigoti

Tra il 407 e il 409 i Vandali, alleati di Alani e altre tribù germaniche quali i Suebi, invasero la penisola iberica. In risposta all'invasione dell'Hispania, Onorio, imperatore d'Occidente, arruolò i Visigoti per riconquistare il controllo del territorio.
Allora il nuovo re, Vallia, siglò un trattato di pace con il generale Flavio Costanzo; in cambio di 600 000 misure di grano e del territorio della regione d'Aquitania, dai Pirenei alla Garonna, i Visigoti in qualità di alleati ufficiali, ovvero Stato vassallo dell'impero (foederati), si impegnavano a combattere in nome dei romani i vandali, gli Alani e i Suebi, che nel 406 avevano attraversato il fiume Reno e si erano dislocati nella provincia d'Hispania. I Visigoti inoltre restituirono Galla Placidia all'imperatore.
Nel 416 i Visigoti invasero l'Hispania, dove tra il 416 e il 418 distrussero i Vandali silingi (il loro re Fredbal fu inviato a Ravenna, prigioniero), e sconfissero gli Alani così duramente che questi rinunciarono ad eleggere il successore del defunto re Addac e si posero sotto il governo di Gunderico, re dei vandali asdingi, i cui sovrani da allora assunsero il titolo di reges vandalorum et alanorum. Nel 418 i Visigoti si accingevano ad attaccare i Vandali asdingi e i Suebi che si trovavano in Galizia, ma Costanzo li richiamò in Gallia, temendo che divenissero troppo potenti e assegnò loro altre terre in Aquitania nel 419, la cosiddetta Aquitania secunda, la zona di Tolosa. Questa donazione venne probabilmente fatta con il contratto di hospitalitas, l'obbligo di ospitare i soldati dell'esercito. Il primo insediamento formò il nucleo del futuro regno visigoto che si sarebbe espanso fin oltre i Pirenei. Walia stabilì la propria corte a Tolosa, che divenne così la capitale visigota per il resto del quinto secolo.

### Il regno dei Visigoti in Gallia

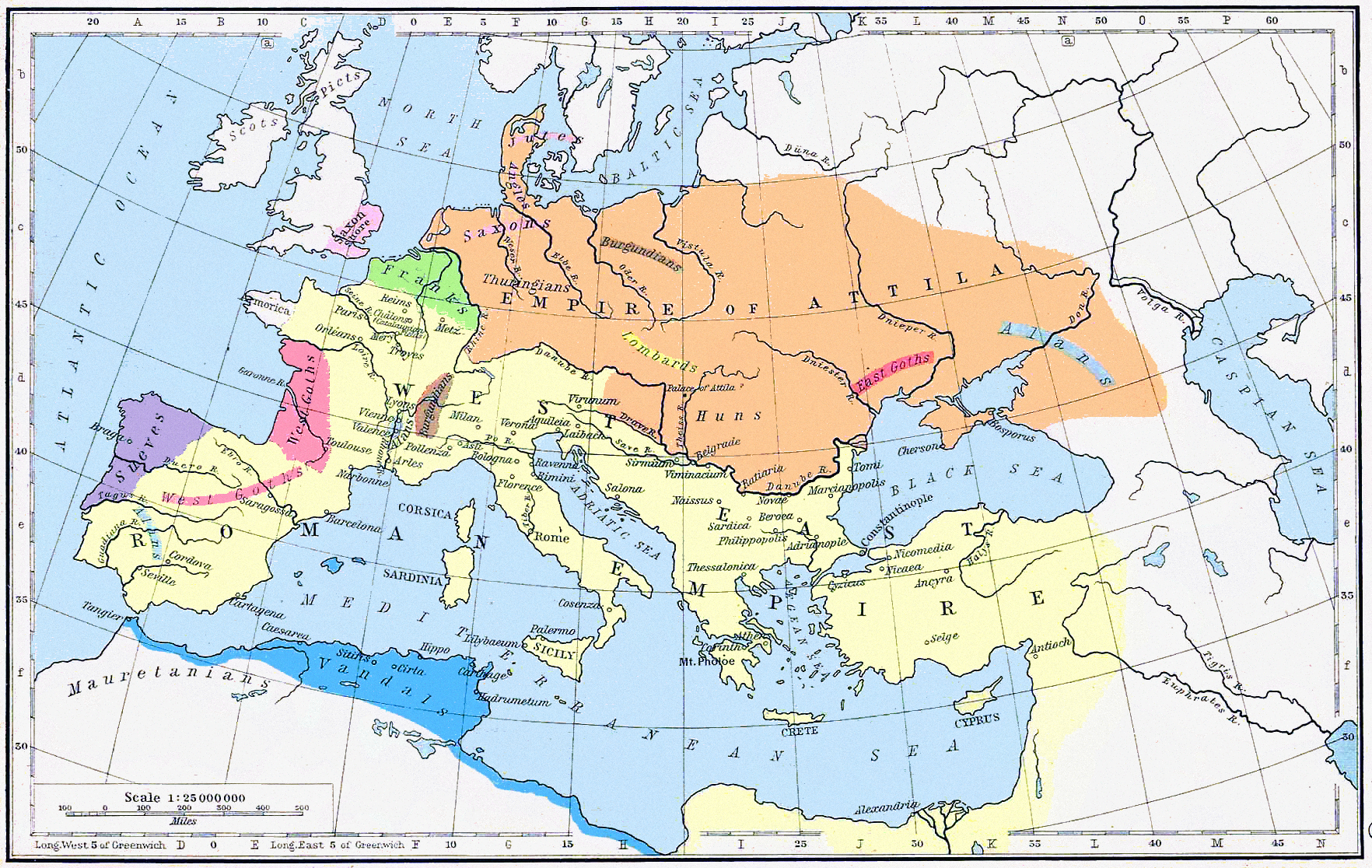
Cartina dell'Europa e dell'area mediterranea, dove sono messe in evidenza le popolazioni germaniche all'interno dell'Impero romano

Teodorico I, succeduto a Vallia, nel 419, completò l'insediamento dei Visigoti in Aquitania, con tutte le difficoltà connesse alla spartizione della terra con la popolazione romana. Il re visigoto aveva potere solo sulla sua gente, senza alcuna autorità legale sulla popolazione romana; situazione molto incerta per chi ambiva ad una piena indipendenza politica.
Nel 421, un contingente visigoto, che combatteva con l'esercito romano contro i Vandali, attaccò i romani alle spalle durante la battaglia decisiva, permettendo così ai Vandali di riportare un schiacciante vittoria. Nonostante il tradimento, i goti non vennero puniti.
In quegli anni, i Visigoti tentarono di espandere i loro territori e nel 425 arrivarono fin sotto le mura di Arles, ma furono respinti da Ezio, comandante supremo delle truppe romane stanziate in Gallia, che li costrinse a rientrare nelle province loro assegnate. Per un certo periodo regnò la pace, se si escludono l'infruttuoso tentativo di occupare Arles, di sorpresa, nel 430 e l'assedio di Narbona, dal 436 al 437. Si promosse una politica matrimoniale e, nel 442, una delle figlie di Teodorico fu data in moglie ad Unnerico, figlio di Genserico, re dei Vandali; nel 448 un'altra figlia fu data in moglie al nuovo re dei Suebi, Rechiaro, a cui fu permesso nel 449 di estendere i propri confini a spese dei Romani, nella Lusitania e nella Betica.
Soltanto sotto la minaccia degli Unni comandati da Attila, il popolo visigoto tornò all'antica alleanza coi Romani; nel 451 Attila lasciò la Pannonia con un esercito valutato attorno ai 500 000 uomini, oltrepassò il Reno nel giorno di Pasqua e invase la Belgica, proseguendo verso Orléans, dove l'ivi regnante Sangibano, sovrano degli Alani, lo avrebbe accolto; se non che Ezio e l'alleato Teodorico lo precedettero costringendo gli infidi Alani a schierarsi dalla loro parte. Gli Unni allora, di fronte alle mura ben difese, si ritirarono verso est. La battaglia decisiva avvenne in una piana vicino a Chalon, e denominata la Battaglia dei Campi Catalaunici, dove alla fine i Romani di Ezio, e i Goti, guidati prima da Teodorico I, che perse la vita, e poi da suo figlio Torismondo (eletto re su campo di battaglia), che fu fermato da Ezio, permettendo così agli Unni, pur sconfitti, di ritornare nei loro territori indisturbati.
Torismondo continuò la politica nazionale già adottata dal padre, avendo, forse per il primo, una visione del regno visigoto indipendente da Roma. Soggiogò gli Alani della zona di Orléans e tentò, senza riuscirci, di assoggettare Arles, ma sembra che Ezio spinse i fratelli Teodorico e Federico, filo romani, a rivoltarsi e a fare assassinare Torismondo, nel 453.
I Visigoti, sotto Teodorico II, continuarono ad essere federati all'Impero romano d'Occidente conseguendo un'espansione territoriale in Gallia e specialmente nella penisola iberica, dove combatterono i Bagaudi, banditi che infestavano il Tarraconense sconfiggendoli nel 454.
Nel 455, i Visigoti riuscirono a far eleggere imperatore il Magister militum della Gallia, e antico precettore di Teodorico II: Marco Mecillio Avito.
Nel 456, Teodorico II mise insieme un esercito coi suoi alleati Burgundi e sul fiume Orbigo, nei pressi di Astorga, sconfisse il re dei Suebi di Galizia, Rechiaro, che in quello stesso anno aveva attaccato le province romane Betica, Cartaginense e Tarraconense, lo catturò e in quello stesso anno lo giustiziò, dopo aver favorito l'elezione a re dei Suebi, di Aiulfo. Era l'inizio dell'espansione in Spagna, perché tutti i territori che i Visigoti conquistarono a nome dell'imperatore in effetti li tennero per sé.
Nel 457 dopo la deposizione e poi l'assassinio dell'imperatore Avito, i Visigoti non riconobbero il nuovo imperatore Maggioriano, avanzarono nella provincia di Narbona e misero l'assedio ad Arles; dove, nel 458, furono sconfitti da Maggioriano, che venne riconosciuto imperatore e fu firmata una pace di tre anni.
Nel 460, Teodorico II si alleò col re dei Suebi, Remismondo, aiutandolo nella guerra civile contro Fromaro, in cambio della conversione degli Svevi all'Arianesimo.
Nel 462, dopo la morte di Maggioriano (461), l'imperatore Libio Severo, su suggerimento di Ricimero (figlio della sorella del re visigoto Vallia), cedette a Teodorico la Settimania.
Il confine del regno visigoto, al nord, era stato portato alla Loira e quando tentarono di espandere i domini verso nord, inviando un esercito al comando di Federico, fratello del re, trovarono l'opposizione del magister militum Egidio, che in uno scontro, nel 463, sconfisse i Visigoti e uccise Federico.
Nel 465 Teodorico II rinsaldò l'alleanza con gli Svevi dando in moglie al loro re, Remismondo, una figlia. Ma, nel 466, una parte della nobiltà, che riteneva non più conveniente l'alleanza con l'Impero romano, ormai in dissoluzione, organizzò una congiura, col tacito consenso di suo fratello Eurico, e lo fece strangolare.

### Piena sovranità visigota

Il regno visigoto nella seconda metà del V secolo

Eurico, divenuto re, nel 466, non ottenendo il riconoscimento della sovranità visigota, dall'impero, cercò un'alleanza coi Vandali di Genserico e con i Suebi, che non andò in porto; allora, i Visigoti, ponendo fine ai rapporti amichevoli con gli Svevi, con una guerra terribile secondo il cronista Idazio, nel 468 avanzarono sino a ricacciarli nel loro antico dominio, nel nord del paese (nella Galizia). Poi nel 469 avanzarono anche in Gallia dove, a Bourges, nel 470, sconfissero i Britanni del capo celtico Riotamo, fedeli all'imperatore, ed espansero le frontiere del regno nel nord, senza poter arrivare al fiume Somme, la linea di demarcazione del territorio dei Franchi, perché sconfitti dal comes Paolo. Allora si spinsero nella valle del Rodano e finalmente occuparono Arles, dove, sempre nel 470, sconfissero un esercito che l'imperatore d'occidente, Antemio, aveva inviato per liberare la città. Occuparono quindi l'Aquitania prima, ponendo l'assedio a Clermont, capitale dell'Alvernia, che non poté essere aiutata dall'impero d'occidente, ma si difese strenuamente, sotto la guida di Ecdicio, figlio dell'ex imperatore Avito, e dal poeta e, dal 470, vescovo, Sidonio Apollinare.
Nel 475, grazie all'intervento del vescovo di Ticinum, i Visigoti raggiunsero una pace, di cui non si hanno notizie molto accurate, con l'imperatore d'occidente Giulio Nepote ma lo costrinsero a riconoscere la loro totale autonomia (completa indipendenza da Roma, mentre i precedenti sovrani Visigoti avevano ufficialmente regnato come legati dell'Imperatore romano) sulla regione compresa tra la Loira, il Rodano, i Pirenei, e i due mari (inclusa l'Alvernia) oltre che su tutti i territori conquistati nella penisola iberica (i cittadini romani della Spagna riconobbero in Eurico il loro sovrano), in cambio della restituzione della regione gallica della Provenza. Conseguenza della pace fu che Clermont si arrese ai Visigoti dopo un lungo assedio.
Quando l'Impero romano d'Occidente cadde nel 476, i Visigoti avevano già conquistato gran parte della penisola iberica e dopo la deposizione dell'ultimo imperatore d'occidente, Romolo Augusto, ritenendo decaduto il trattato del 475 invasero la valle del Rodano e occuparono tutta la Provenza, che era governata dai Burgundi per conto di Roma, comprese le città di Arles e Marsiglia.
Nel 477 i Visigoti tentarono l'invasione dell'Italia, ma furono sconfitti dalle truppe di Odoacre, che governava l'Italia; sempre nello stesso anno fu concluso un trattato, garante l'imperatore d'oriente, Zenone che riconosceva la Provenza ai Visigoti, che si impegnavano a non intraprendere ostilità contro l'Italia, che in pratica spartì l'Impero romano d'Occidente tra Odoacre e i Visigoti di Eurico.
Nel 481 Clodoveo divenne uno dei re de Franchi Salii e pare che abbia tentato di penetrare in territorio visigoto, ma Eurico, nei suoi ultimi anni di regno, lo seppe tenere a bada molto bene, come seppe tenere a bada le incursioni dei pirati Sassoni.
Eurico fu il primo Germano a codificare formalmente le leggi del suo popolo. Il Codice di Eurico, emanato negli anni sessanta-settanta del V secolo (e in gran parte giunto fino ad oggi), ha infatti codificato le tradizionali leggi affidate fino a quel momento alla memoria e all'oralità. Principale estensore del documento, che fu autenticato dal cancelliere Aniano, fu il primo ministro, Leone di Narbona.
Alla sua morte (484), il regno visigoto comprendeva tutta la Spagna, tranne la Galizia sveva, e oltre 2/3 dell'odierna Francia.

### Scontro coi Franchi

Il regno visigoto nel 500.

Il nuovo re dei Visigoti, Alarico II mostrandosi di carattere debole e poco dotato per le armi, nel 486, per paura di un eventuale attacco, cedette alla richiesta del re dei Franchi, Clodoveo di consegnargli Siagrio, governatore romano del nord della Gallia, che si atteggiava a re e si era rifugiato a Tolosa, dopo la Battaglia di Soissons (486). Questo rimandò di poco l'inevitabile guerra che puntualmente iniziò nel 494.
La guerra, con alterne vicende, acuita dal 496 dalla conversione al cattolicesimo di Clodoveo e del popolo Franco (I Visigoti, di fede ariana, avevano proseguito la politica anti-cattolica) durò alcuni anni, e nel 502, con la mediazione del re degli Ostrogoti, Teodorico il Grande, si arrivò ad una pace basata sull'uti possidetis. ottenuta la pace proseguirono la politica di espansionismo in Spagna (sconfisse i ribelli Bagaudi di Tarragona, giustiziando a Tolosa il loro capo, Burdurello), indebolendo però l'esercito in Gallia. Si mostrarono più concilianti con i sudditi romani (cattolici) di Gallia e Spagna, promulgando, nel febbraio del 506, il codice legislativo conosciuto come Breviario alariciano, redatto dal cancelliere Aniano che riconobbe la posizione della Chiesa cattolica e destinato alla popolazione cattolica di origine romana, mentre penalizzava la popolazione di origine ebraica.
Per opporsi all'influsso e alle pressioni esercitate sul regno visigoto dai franchi, ormai di fede cattolica, Alarico II strinse un'alleanza dinastica con il sovrano degli Ostrogoti Teodorico, di cui sposò la figlia Teodegota.
Nel 506 vi fu il concilio di Agde, convocata da Alarico II e affidata a Cesario di Arles.
Nel 507, Clodoveo, riuniti tutti i Franchi Salii, con un contingente fornito dai Franchi Ripuari, e alleato dei Burgundi, mise insieme un notevole esercito che in primavera attraversò la Loira e marciò su Poitiers. I Visigoti erano attestato nei pressi di Vouillé e cercarono di rinviare lo scontro, in attesa degli alleati, gli Ostrogoti, che impegnati in Italia da una flotta bizantina (anche i Bizantini appoggiavano Clodoveo), stavano ritardando. Alla fine, anziché ritirarsi Alarico II decise di combattere e fu sconfitto e ucciso personalmente dal re franco Clodoveo nella battaglia di Vouillé (507). Ciò segnò la fine della dominazione visigota in Gallia. La successione fu tribolata, perché Teodorico appoggiava il nipotino (figlio di sua figlia, Teodegota), Amalarico, mentre i nobili Visigoti elessero re un figlio illegittimo di Alarico, Gesalico. I pochi visigoti rimasti in Aquitania si distribuirono in piccole colonie. Nel 511,quando fu interdetto il culto ariano, una minoranza si convertì e si sottomise ai Franchi, gli altri raggiunsero i connazionali in Spagna.
Continuò la guerra contro i Franchi, ma senza successo; anzi i Franchi, sempre nel 507, gli bruciarono la capitale, Tolosa. E sempre nello stesso anno, gli alleati dei Franchi, i Burgundi, attaccarono la Settimania e occuparono Narbona, per cui Gesalico passò i Pirenei e si stabilì a Barcino (l'attuale Barcellona), nuova capitale del regno.
Tra il 508 e il 510, le truppe ostrogote intervennero, sotto il comando del generale Ibbas, in Provenza e in Settimania, per contrastare i Franchi che tentavano di conquistare tutti i territori della Gallia. La guerra terminò, con l'abbandono, da parte dei Franchi e dei Burgundi dell'assedio di Arles, che era stata difesa eroicamente dal generale ostrogoto, Tulum. Nel 511, alla morte di Clodoveo, anche la città di Rodez tornò ai Visigoti. La Provenza però non fu restituita ai Visigoti, ma governata assieme al regno d'Italia. Tra il 510 e il 512, vi fu la lotta tra Gesalico e il re ostrogoto, Teodorico, che, fatto eleggere Amalarico (di circa nove anni) re dei Visigoti, era reggente a nome del nipote. Teodorico, per quindici anni fu il vero governatore del regno visigoto, e lo fece con molta abilità. Nel 526, Amalarico, alla morte del nonno, Teodorico, raggiunse un accordo col cugino Atalarico che il regno visigoto si estendeva sia sulla Spagna che sulla Settimania; mentre la Provenza apparteneva al regno ostrogoto d'Italia. Amalarico cercò di scongiurare il pericolo dei Franchi, sposando Clotilde, figlia di Clodoveo, re dei Franchi; ma non servì perché Childeberto I, re di Parigi, nel 531, invase la Settimania e lo sconfisse nei pressi di Narbona, conquistandola. Amalarico fuggì cercando rifugio a Barcellona, dove fu assassinato (pugnalato) dai suoi stessi soldati. Con Amalarico, aveva fine, almeno per la linea maschile, la dinastia dei Balti, che erano stati re dei Visigoti ininterrottamente per circa 135 anni, da Alarico I.

## Regno di Toledo

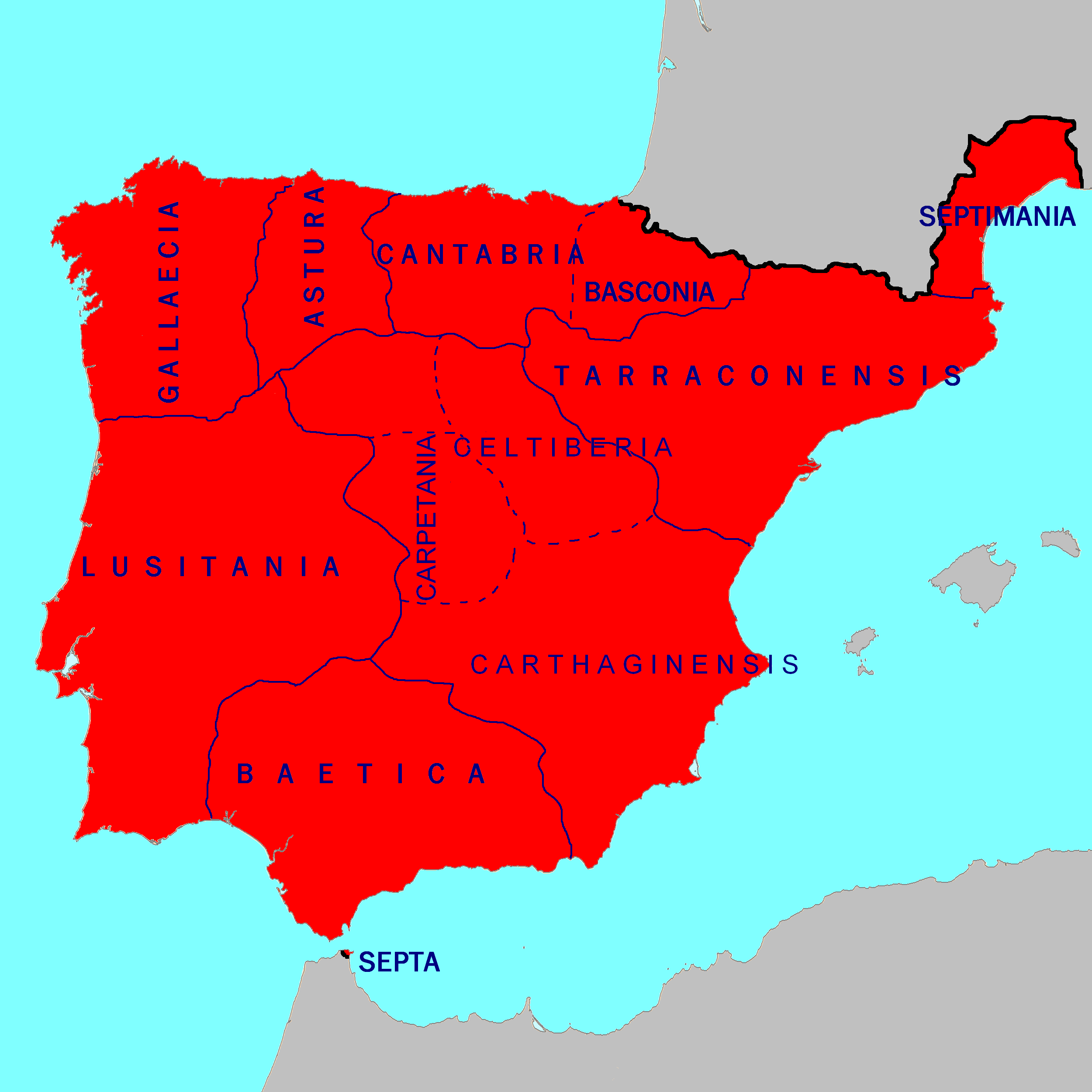
Spagna visigota e sue divisioni regionali nel 700, prima della conquista musulmana

L'ostrogoto Teudi venne eletto re dei Visigoti. Il suo primo atto fu di trasferire la capitale del regno da Narbona a Barcino (l'attuale Barcellona), in quanto i Franchi premevano sulla Settimania e l'avevano occupata quasi tutta. In quello stesso anno i Franchi erano penetrati in Cantabria e nel 532 si erano annessi un piccolo territorio e alcune cittadine nella zona di Béziers. Nel 533 il re Franco, Childeberto I, unite le sue forze a quelle del fratello Clotario I, invase la Navarra, occupò Pamplona e mise sotto assedio Saragozza. Allora Teudi corse in aiuto alla città, mettendo in fuga i Franchi che si ritirarono verso i Pirenei, dove furono sconfitti. Alleato degli Ostrogoti, si alleò anche coi Vandali del re Gelimero, da cui, nel 534 ottenne la città di Ceuta, che poi cadde in mano bizantina nel 542. Nel 541, il regno visigoto fu attaccato dai re Franchi Clotario I e Childeberto I, che arrivarono ad assediare, per quarantanove giorni, Pamplona e Saragozza, ma furono respinti. Molto probabilmente, durante il suo regno la capitale da Barcino fu spostata a Toledo e furono emanate le uniche leggi, dal tempo di Eurico. Leggi promulgate ed esposte, nel novembre 546, nel palazzo di Toledo, che ricalcavano in parte le vecchie leggi ispano-romane.

### Guerra civile e intervento dei bizantini
Nel 550, i Visigoti tentarono di completare l'asservimento della Betica, che per buona parte non era sotto il controllo diretto del governo visigoto, ma sin dai tempi dell'imperatore d'occidente Maggioriano (460 circa), era governata dai nobili ispano-romani; ma davanti alla città di Cordova, nel primo scontro con gli andalusi, l'esercito reale fu sconfitto e il re, Agila I, oltre al grosso dell'esercito, perdette un figlio e il tesoro reale; la disfatta fu attribuita, dai cronisti del tempo, ad una punizione divina, a seguito della profanazione della tomba del martire Arcisclo e alla sua ostilità nei confronti della popolazione cattolica, il nucleo principale della popolazione ispano-romana. Agila fu costretto a ritirarsi dalla Betica e a rifugiarsi in Lusitania, nella città di Merida. Dato che, nello stesso periodo, Agila dovette subire altre ribellioni e un attacco di Vasconi, nel 551, approfittando della situazione, Atanagildo, un nobile visigoto di Siviglia, capitale della Betica, che aspirava alla corona, si ribellò; molto probabilmente Atanagildo rappresentava la nobiltà che aveva appoggiato Teudiselo e, secondo Isidoro di Siviglia, era segretamente cattolico. Comunque, anche se non è provata, sembra che tra i ribelli di Siviglia, guidati da Atanagildo e gli abitanti di Cordova vi fosse un'intesa; ma, nel primo anno di guerra, la situazione non fu molto favorevole ai ribelli. Atanagildo si ritirò a Malaga, ultima roccaforte dei ribelli, dove fu nuovamente sconfitto e dovette rifugiarsi a Cordova.

Penisola iberica nel 560.

Però nel 553, la guerra civile riprese e, nel 554, secondo Isidoro di Siviglia, Atanagildo ottenne l'aiuto dell'esercito bizantino, sotto il comando del generale Liberio, inviato, probabilmente dall'Italia, dall'imperatore Giustiniano I; altri cronisti sostennero che Giustiniano appoggiò Agila, ma è poco probabile. Comunque l'esercito, attraversata la Gallia, puntò su Siviglia, che occupò, dopo che una flotta aveva sbarcato truppe bizantine nel sud ovest della penisola iberica, per cui molto probabilmente Atanagildo fece un accordo coi Bizantini e gli cedette una parte del territorio, le attuali Andalusia e Murcia. Agila fu nuovamente sconfitto a Siviglia e costretto nella sola Lusitania, nella città di Merida, mentre il nuovo re Atanagildo, ma soprattutto i Bizantini, con il favore della popolazione ispano-romana, andavano ingrandendo i loro territori. Giustiniano si trovò ad avere un grande potere nella penisola iberica e Liberio oltrepassò i confini concordati con Atanagildo. Agila fu infine assassinato a Mérida, nel 555, da Visigoti della sua stessa fazione, forse istigati dai Bizantini, che così avrebbero avuto mano libera contro l'usurpatore Atanagildo, ma molto più probabilmente per eliminare un contendente e fare fronte comune con Atanagildo, che, nel 554, era già stato riconosciuto re da quasi tutta la nobiltà visigota e aveva trasferito la sua corte a Toledo, e poter combattere proprio contro il nuovo pericolo, costituito dal Bizantini. I Bizantini, infatti, sotto il comando di Liberio, si tennero la parte di Betica che avevano conquistato oltre al territorio, le attuali Andalusia e Murcia, che avevano ottenuto da Atanagildo in cambio dell'aiuto del 554, e si opposero ad Atanagildo, che tentava inutilmente di contenere la loro espansione verso il cuore dalla penisola iberica, recuperando solo alcune zone dell'interno. I Bizantini ebbero l'appoggio della popolazione locale (sembra che considerassero il governo di Giustiniano l'unico governo legale), che era stata vessata dai Visigoti ariani (da quando gli Svevi, sotto il re Carriarico, dopo il 550, si erano convertiti al cattolicesimo, i Visigoti erano rimasti gli unici ariani nella penisola iberica e nella Gallia). Giustiniano inviò una flotta a Malaga per estendere il dominio, che portò alla conquista di Cartagena e Cordova; Atanagildo reagì portando avanti una politica di pacificazione e di tolleranza con la popolazione di origine ibero-romana di fede cattolica, e portando la guerra nei territori occupati dai Bizantini. La guerra durò circa tredici anni, cioè tutto il tempo del regno di Atanagildo.
In quegli anni oltre che contro i Bizantini, i Visigoti lottarono contro i Franchi in Settimania, i Vasconi nei Pirenei e i Suebi in Lusitania e Galizia. Nonostante che dovette combattere per tutta la durata del suo regno, Atanagildo consolidò il suo potere e accrebbe la prosperità del regno; la fama dello splendore della sua corte e delle sue due figlie Brunechilde e Galsuinda si sparse nei regni vicini, tanto che furono chieste in moglie, rispettivamente da Sigeberto I di Austrasia e da Chilperico I di Neustria, di questi due matrimoni, avvenuti tra il 566 e il 567 si trova un resoconto nella cronaca di Gregorio di Tours e nel Carminum liber di Venanzio Fortunato.
     Territorio bizantino conquistato da Atanagildo (565)
     Territorio bizantino conquistato da Leovigildo (568-586)
     Territorio bizantino alla morte di Leovigildo (586)

La massima espansione bizantina della Provincia di Spagna.
Territorio bizantino conquistato da Atanagildo (565)
Territorio bizantino conquistato da Leovigildo (568-586)
Territorio bizantino alla morte di Leovigildo (586)
Col pallino rosso sono indicate le città che si suppone siano state sotto dominazione bizantina, con il quadrato rosso quelle città in cui è attestata la presenza bizantina.

Nel 569 i re dei Franchi di Austrasia, Sigeberto I e di Burgundia Gontrano, invasero la Settimania e posero l'assedio ad Arles, che fu attaccata e presa da Gontrano. Il nuovo re, Liuva I decise di rimanere in Settimania, per poterla difendere meglio, e, tenendo per sé il governo della provincia Tarraconense, a sud dei Pirenei, affidò al fratello Leovigildo, dopo averlo associato al trono, le altre province, la Cartaginense, la Lusitania e la parte della Betica che era rimasta ai Visigoti.
Leovigildo riuscì a mantenere unito il regno nella penisola iberica, contenendo gli attacchi dei Bizantini, mentre nel nord subì gli attacchi dei Vasconi dei Paesi Baschi, dei Cantabrici e degli Asturiani; infatti, secondo Giovanni di Biclar, un cronista vissuto in quel periodo, asserì che l'Hispania Ulterior non era nelle mani dei Visigoti, ma il sud era bizantino, mentre il nord (città quali Oviedo, León, Palencia, Zamora, Ciudad Rodrigo, ecc..) era indipendente, governato da principi e governatori appartenenti alla nobiltà ispano-romana. Inoltre Leovigildo riprese immediatamente i rapporti con l'impero, comunicando all'imperatore Giustino II la propria ascesa al trono e riconoscendone l'autorità, stipulò una tregua, anzi propose all'imperatore un'alleanza in chiave anti-Sveva, che lo portò ad attaccare il re suebo Teodemaro, e le regioni indipendenti del nord ovest; conquistò Palencia, Zamora e León, ma non Astorga che gli resistette tenacemente. Nel 570, dimenticate le dichiarazioni di sottomissione attaccò le province Bizantine, occupando in due anni: il distretto di Malaga, Medina-Sidonia e Cordova.
Quando nel 573, Leovigildo rimase unico regnante dei Visigoti nominò i suoi due figli, Ermenegildo e Recaredo I, duchi di Narbona e Toledo, e sottomise tutti i territori sino alla provincia di Braganza arrivando così al confine del regno degli Svevi.
Nel corso del 574 e del 575 vi furono diverse sedizioni di nobili, che erano trattati troppo duramente dal re Leovigildo: in Cantabria, nelle Asturie, e a Toledo riportò delle vittorie seguite da terribili punizioni. E inoltre fu portata a termine la conquista dei territori indipendenti che esistevano ancora (erano i resti dell'impero Romano che non erano del tutto debellati dal territorio iberico, sopravvivendo nella parte meridionale e mantenendo addirittura la nomenclatura di Hispania Baetica, ma anche nel nord), come la zona di Orense in Galizia e poi la zona dei monti Orospeda tra Alicante e l'Andalusia, che era al confine delle province dell'impero bizantino. I Bizantini allora fomentarono altre ribellioni in Settimania, Catalogna, Valencia e valle dell'Ebro, che Leovigildo, con l'aiuto del figlio secondogenito, Recaredo, domò in circa due anni. Nel 578 infine attaccò il regno degli Svevi e costrinse il loro re Miro a chiedere e ottenere una tregua di due anni.
Sebbene in costante conflitto con i Bizantini, i Visigoti ne imitarono il metodo di amministrazione del territorio e il cerimoniale, arrivando addirittura ad ispirarsi al loro sistema di conio. Leovigildo riformò la legge dei Visigoti e creò la possibilità di una successione pacifica al trono facendosi coadiuvare alla reggenza dai suoi due figli, Ermenegildo e Recaredo. In quel periodo la lingua dei Visigoti non era più germanica, ma era già stata alterata dal latino che era parlato nella penisola iberica che sarebbe poi divenuto spagnolo, catalano e portoghese.

### Persecuzione anticattolica e conquista del regno svevo

Regno Visigoto alla morte di Leovigildo (586), indicando le sue campagne militari. In verde i territori governati dai Bizantini.

Il più anziano dei due fratelli, Ermenegildo, nel 579, si unì in matrimonio con una principessa franca, fervente cattolica, Ingonda, figlia di re Sigeberto I, sovrano d'Austrasia e di Brunilde, figlia del re Atanagildo. La moglie di Leovigildo, Gosvinda, fervente ariana, era stata la moglie di Atanagildo, era quindi la mamma di Brunilde e la nonna di Ingonda, cercò di convincere la nipote a convertirsi all'arianesimo, anche con le minacce.
Per evitare che la situazione precipitasse e non avere problemi con i Franchi, Leovigildo, nel 580 mandò il figlio Ermenegildo a governare Siviglia, una delle province della frontiera coi bizantini; Ermenegildo, per le pressioni della moglie Ingonda ma anche per merito del vescovo di Siviglia, Leandro, si convertì al cattolicesimo e intorno a lui si coagulò la protesta cattolica. La notizia della conversione rinfocolò il malcontento ispano-romano della Betica, che si ribellò; i rivoltosi proclamarono re Ermenegildo, che accettò, probabilmente con l'appoggio dei vescovi cattolici, ma le gerarchie ecclesiastiche (Gregorio di Tours, Giovanni di Biclar, e Isidoro di Siviglia) ufficialmente condannarono la rivolta e definirono Ermenegildo un usurpatore.
Leovigildo reagì con prudenza, mandando ambasciatori al figlio perché si sottomettesse e dando ordine alle sue truppe di non attaccare, ma eventualmente solo di difendersi, se attaccate dagli insorti. Ermenegildo però non cedette, anzi chiese l'aiuto di Svevi e Bizantini.
Nel 580 Leovigildo convocò a Toledo un sinodo di vescovi ariani che sancì che per aderire all'Arianesimo bastava l'imposizione delle mani e non un secondo battesimo e ordinando ai suoi sudditi di religione cattolica di convertirsi alla religione ariana; solo una piccola parte di cattolici aderì all'invito del concilio scatenando una persecuzione che portò all'abolizione dei privilegi della chiesa cattolica, alla confisca dei beni e alla messa al bando o all'uccisione di molti nobili ed ecclesiastici. Nel frattempo Ermenegildo si era rafforzato, avendo ottenuto il favore anche di Mérida e Cáceres, e aveva, per due vote sconfitto le truppe lealiste.
Nel frattempo (580) i Baschi, influenzati dalla rivolta della provincia della Betica, si erano ribellati e, nel 581, Leovigildo li attaccò personalmente, li batté e fondò una città, Victoriacus, poi nel 582 raccolse un potente esercito che, appena pronto, si mise in marcia, conquistando Cáceres e Mérida, e nel 583 marciò contro la Betica, dopo aver comprato, con 30 000 monete d'oro la neutralità dei cattolici bizantini; pose l'assedio a Siviglia e andò incontro al re dei Suebi Miro, che veniva in aiuto a Siviglia, sconfiggendolo e costringendolo a rientrare nei suoi domini. Ermenegildo, che aveva lasciato Siviglia per cercare inutilmente l'aiuto dei Bizantini, si rifugiò a Cordoba dove, nel 584, venne catturato e dopo essersi prostrato ai piedi del padre, fu esiliato a Valencia, poi fu trasferito a Tarragona, dove venne assassinato il 13 aprile 585 dal duca Sigeberto, secondo la voce popolare, per ordine di suo padre.
Approfittando della usurpazione della corona sveva, fatta da Andeca, che, nel 584, si era proclamato re dei Suebi della Galizia, dopo aver detronizzato Eborico, loro alleato, i Visigoti, dichiarata guerra ad Andeca invasero immediatamente il territorio suebo e, secondo quanto afferma il cronista Isidoro, "con la massima rapidità", sconfissero in due sole battaglie, a Portucale e a Bracara l'esercito dell'ultimo sovrano suebo, Andeca, e annessero il regno svevo di Galizia, che, nel 585, divenne una provincia del regno visigoto.
Negli anni 586 e 587 vi fu un conflitto aperto con i Franchi lungo i confini settentrionali del territorio visigoto.

### Conversione al cattolicesimo

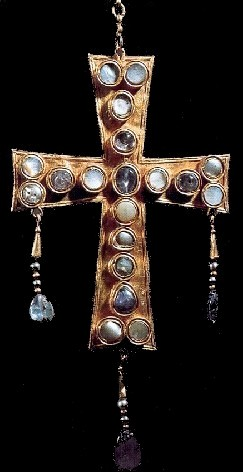
Croce votiva visigota dal tesoro di Guarrazar.

Secondo Giovanni di Biclar, nel 587 il nuovo re dei Visigoti, Recaredo si convertì al Cattolicesimo (la conversione fu annunciata dapprima con la fine delle persecuzioni ai cattolici e poi con la convocazione di un convegno di vescovi ariani e cattolici al termine del quale il re proclamò la propria preferenza per il cattolicesimo, quindi la sua conversione) segnando un momento fondamentale per la storia religiosa della penisola iberica e per il futuro dei Visigoti. Gran parte dei nobili Visigoti seguirono il suo esempio convertendosi a loro volta, soprattutto nelle zone più prossime a Toledo, mentre alcune regioni più remote si ribellarono alla conversione, come il caso della Settimania, che si appellò a Gontrano, il re franco dei Burgundi, che prima effettuò un'incursione in Settimania, dove venne battuto e poi, inviò il suo condottiero Desiderio alla guida dell'esercito in appoggio dei rivoltosi. Tuttavia Recaredo sconfisse i ribelli e i loro alleati cattolici in una terribile battaglia che vide la morte dello stesso Desiderio. Una seconda rivolta anti-cattolica scoppiò in Lusitania e venne rapidamente sedata.
Nel III Concilio di Toledo, organizzato dal vescovo cattolico Leandro ma tenuto per volontà del sovrano visigoto, nel 589, si stabilirono i principi del nuovo credo religioso del regno visigoto e del suo sovrano, che giurò fedeltà alla nuova religione in una dichiarazione solenne, che venne conclusa da un'omelia di Leandro dal titolo Homilia de triumpho ecclesiae ob conversionem Gothorum e che è pervenuta ai giorni nostri. La cosa dette una grande gioia al papa Gregorio Magno, che nei suoi Dialoghi scrisse «non desta meraviglia che egli sia divenuto un predicatore della vera fede, perché suo fratello fu un martire, i cui meriti l'hanno aiutato a riportare molte anime in seno a Dio». La prima iniziativa della nuova istituzione religiosa dimostrò subito il suo aspetto intollerante stabilendo la conversione forzata degli ebrei e l'estirpazione dell'eresia ariana nel regno visigoto. Benché Giovanni di Biclar sostenga il contrario, l'arianesimo del popolo visigoto, non scomparve del tutto ma sopravvisse sino alla caduta del regno visigoto.
I Visigoti tentarono di cacciare dalla penisola iberica i Bizantini, senza riuscirci, e alla fine, attraverso la mediazione del papa Gregorio Magno, raggiunsero un accordo con l'imperatore Maurizio, per il mantenimento dello status quo.
Durante il regno di Viterico, vi fu il tentativo di ristabilire l'arianesimo, ma, nell'aprile del 610, la fazione dei nobili cattolici lo assassinò, durante un banchetto.
Il nuovo re dei Visigoti, Gundemaro continuò la politica di amicizia coi re Franchi d'Austrasia, Teodeberto II, e di Neustria, Clotario II. A questo fine inviò grandi somme di denaro a sostegno della politica contro il re dei Franchi di Burgundia Teodorico II, rispettivamente fratello e cugino dei primi due. Comunque dimostrò sempre molta ostilità nel confronto di Brunechilde, nonna e consigliera del re Teodorico.

### Inizio delle persecuzioni contro gli Ebrei
Il nuovo re Sisebuto, dal 1º luglio nel 612, applicò rigorosamente una legge che era disattesa, la lex Romana di Alarico II, restrittiva per gli ebrei di Spagna, che considerava adulterio i matrimoni misti, vietava agli ebrei di possedere schiavi di religione cattolica e di occupare posti pubblici. Già Recaredo I aveva introdotto l'obbligo di battezzare i figli di coppie miste, ma con Sisebuto si passò ad una vera persecuzione, perché, nel 616, oltre che a riconfermare e applicare severamente l'ordine di Recaredo, ordinò che tutti gli ebrei dovevano convertirsi e tutti coloro che rifiutavano la conversione al cattolicesimo, fossero frustati e una parte dei beni gli fosse requisita, tanto che spinse la maggioranza alla conversione e alcuni di loro (secondo la cronaca di Paolo Emilio, poche migliaia "aliquot milia") a rifugiarsi nel regno dei Franchi.
Sisebuto domò l'insurrezione basca, e continuò la guerra contro i Bizantini, iniziata dal suo predecessore, Gundemaro, che si protrasse per quasi tutto il periodo del suo regno; tra il 615 e il 616 conquistò Malaga. Dopo aver battuto due volte il generale bizantino Asario, l'imperatore (610-641) Eraclio I chiese la pace, che Sisebuto accordò a condizione di potersi annettere tutte le province orientali (mediterranee), lasciando ai Bizantini la provincia (atlantica) occidentale (dallo stretto di Gibilterra all'Algarve).
Continuò ad avere ostilità contro il re dei Franchi di Burgundia Teodorico II e alla di lui nonna, la visigota Brunechilde.
I Visigoti ebbero buoni rapporti con i re Longobardi, soprattutto con Adaloaldo, che era cattolico e che regnò dal 616 al 626.

### Unificazione della penisola iberica e supremazia clericale
I Visigoti ripresero con forza la lotta contro i Bizantini, che ancora occupavano la zona costiera atlantica della provincia Betica; dapprima portarono la guerra nel sud del dominio bizantino, che praticamente andava da Gibilterra a Cadice, e poi con un'ultima campagna, terminata nel 629, riuscirono a batterli anche nell'Algarve e a ricacciarli in Nordafrica portando a termine la riunificazione della penisola iberica (salvo qualche distretto settentrionale del nord, in Biscaglia e nei Pirenei). Il sogno dei re Visigoti fu realizzato da Suintila che, dal 629, fu il primo re visigoto di totius Spaniae (in questo periodo il termine Spania cominciò a sostituirsi al latino Hispania).
Dedicatosi alla politica interna, Suintila cercò di rendere ereditaria la successione sul trono e inoltre si dette il compito di rinforzare l'autorità reale di fronte ai nobili e agli ecclesiastici che continuavano a rinforzare il loro potere a scapito di quello reale. Per fare ciò divise il governo coi membri della propria famiglia, il figlio Recimiro, la moglie Toodora e il fratello Geila. Ma la reazione sia della nobiltà che dell'alto clero fu negativa e iniziarono le cospirazioni che il re represse molto severamente. Nel 631, Sisenando, governatore della provincia Narbonense o Settimania, nel sud della Gallia, organizzò una congiura e dopo aver pagato cinquecento libbre d'oro al re dei Franchi, Dagoberto I, alla guida di un esercito di Franchi, arrivò sino a Saragozza; dopo di che Suintila venne tradito dai suoi, ma non si arrese e continuò a lottare e non fu mai sconfitto in modo definitivo.
Sisenando che già deteneva il potere dal 631, venne ufficialmente confermato nel IV Concilio di Toledo dell'anno 633, presieduto da Isidoro, arcivescovo di Siviglia, mentre Suintila fu esautorato, scomunicato ed ebbe confiscati tutti i suoi beni. Nello stesso concilio furono abolite le tasse per tutto il clero e fu ufficialmente stabilito il sistema elettivo della monarchia visigota; il re doveva essere eletto da un'assemblea di nobili e vescovi.
Tra il 631 e il 633, vi fu una ribellione nel sud ovest della penisola iberica, Betica e Lusitania, guidata da un certo Iudila, conosciuto solo per due monete coniate rispettivamente a Merida e Granada, con la scritta IUDILA REX, ma che non viene menzionato in nessuna lista di re Visigoti. Forse fu solo un sostenitore di Suintila o forse, per due anni, fu re in contrapposizione a Sisenando.
In materia religiosa, applicando la teoria di Isidoro di Siviglia, proibì le conversioni forzate degli ebrei, ma non permise che coloro, che già erano stati convertiti con la forza, potessero tornare alla loro religione di origine.
Con i successori di Suintila, Chintila e Tulga i vescovi del regno aumentarono la loro influenza sul re e praticamente assunsero la direzione del governo, che li portò a legiferare sempre a favore dei propri interessi. Furono convocati, nella capitale del regno, Toledo, il V Concilio di Toledo nel mese di giugno del 636 e nello stesso mese del 638 il VI Concilio di Toledo, in cui fu confermato ciò che era stato stabilito nel V, che il re doveva appartenere alla nobiltà e giammai avrebbe dovuto essere un chierico, un membro della classe servile o uno straniero. Furono anche stabilite le pene per le congiure contro la corona; si stabilì inoltre che le proprietà acquisite, con giustizia e nella legalità, da un re non potevano essere confiscate dal suo successore. Infine fu promulgata una legge che vietava a tutti coloro che non erano stati battezzati nel rito cattolico di risiedere entro i confini del regno (con la clausola che i futuri re dovevano giurare di mantenere questa clausola); ciò portò alla conversione forzata o all'esilio molti ebrei. Comunque continuò il periodo di insicurezza e di instabilità, incluse le ribellioni in Settimania e Gallaecia, che si erano iniziate dopo la deposizione di Suintila.

### Rafforzamento del potere centrale
Tra il 641 e il 642, Chindasvindo, un nobile di circa 79 anni, capeggiò una ribellione, appoggiata solo da una parte della nobiltà, ma non dal clero; il 30 aprile del 642 fu eletto re dei Visigoti, secondo il canone nº 75 del IV Concilio di Toledo. Di carattere forte e volitivo, Chindasvindo sottomise la nobiltà e il clero al potere reale. Per prevenire ogni tentativo di eventuale ribellione, colpì la nobiltà, sia elevata (con 200 esecuzioni), che piccola (con 500 esecuzioni), solo per il semplice sospetto. Accompagnò le esecuzioni con condanne all'esilio e confisca dei beni, tutto senza che alcuna ribellione si fosse verificata, senza avere alcuna prova che si tramasse contro la corona. Nel VII Concilio di Toledo, convocato il 16 ottobre 646, furono confermate tutte le punizioni inflitte, che furono estese a tutti coloro che si opponevano non solo al re ma anche ai membri del clero che erano fedeli al re. Schiacciata ogni opposizione portò il regno alla pace e all'ordine, che non si era mai visto prima (negli undici anni del suo regno non si verificò alcuna sollevazione) e la situazione finanziaria del regno fu migliorata, oltre che tramite le confische anche con più equo ed efficace sistema di tassazioni. Negli annali ecclesiastici Chindasvindo è ricordato come un benefattore, in quanto parte dei terreni che venivano confiscati erano stati donati alla chiesa, che lo ricompensò favorendo il principio dell'ereditarietà della successione; con l'appoggio del clero, il 20 gennaio 648, fece incoronare (correggente) il proprio figlio Reccesvindo, che da quel giorno fu il re effettivo, ripristinando così una monarchia ereditaria.
Con l'assistenza di Braulio, vescovo di Saragozza, Chindasvindo cominciò ad elaborare un codice che fosse valido sia per i Visigoti che per gli ibero-romani, riunendo così le leggi della Lex Romana Visigothorum o Breviario di Alarico, che regolava i diritti degli ibero-romani, a quelle del Codice di Leovigildo, usato per i Goti. Il codice fu promulgato da figlio Reccesvindo, nel 654, un anno dopo la sua morte e fu chiamato Liber Judiciorum o Forum Judiciorum ed è noto anche come lex Reccesvindiana.
Nel 653, alla morte del padre, dopo la ribellione di Froja da lui sconfitto e catturato Reccesvindo anziché punire severamente i ribelli, convocò l'VIII Concilio di Toledo in cui fu codificato il canone elettivo approvato nel IV Concilio di Toledo, e inoltre che bisognava differenziare tutti i beni che un re aveva ricevuto dai propri familiari, che a sua volta poteva trasmettere ai propri discendenti, dai beni che invece aveva ricevuto per la carica che ricopriva; questi ultimi non dovevano passare ai propri discendenti ma andavano al sovrano che gli succedeva.
Il 21 settembre 672, alla morte del re Reccesvindo, una parte dei nobili Visigoti, riuniti nella regione di Valladolid (al «Gertico(s) Valladolid»), elessero re Vamba, malgrado l'età molto avanzata, insolita per un nuovo re. Dato che la sua elezione venne contrastata dai nobili di Nîmes e di Narbona, per affermare la propria autorità, circa un mese dopo (ottobre), si fece consacrare, tramite l'unzione sacra dall'arcivescovo di Toledo; fu il primo re d'origine «barbara» in occidente a farsi consacrare, imitato, circa 80 anni dopo, dal re dei Franchi Pipino il Breve, per legittimare il suo potere.
Vamba riorganizzò militarmente lo stato e soprattutto rese più severa l'obbligatorietà del servizio militare, per nobili e clero, con una legge del 673 che fu aggiunta al codice di Reccesvindo: coloro che rifiutavano di prestare servizio nell'esercito venivano privati dei diritti civili. Dovette lottare contro i nobili ribelli, sia ariani che cattolici, e reprimere le rivolte dei Vasconi, negli attuali Paesi Baschi, e soprattutto dovette intervenire in Settimania per combattere e vincere il duca Paolo, che con il sostegno dei nobili locali, si era proclamato re, a Narbona, e aveva ottenuto l'appoggio di Childerico II, re merovingio dei Franchi.
Sotto il suo regno iniziarono le incursioni dei cavalieri Berberi, islamizzati da pochi anni, nel sud del regno visigoto (nell'Andalusia attuale) per fare razzie.

### Intensificazione della repressione degli ebrei
Inoltre, consigliato dall'arcivescovo di Siviglia Giuliano, Vamba decise che la Religione ebraica dovesse sparire completamente dal regno, per cui organizzò il prelievo forzato dei bambini ebrei, per obbligarli a ricevere il battesimo cattolico e anche l'imposizione di un nome cristiano. Si tenga presente che al tempo, gli ebrei rappresentavano ben il 10% della popolazione della penisola iberica.
Verso il 680, a causa delle sue riforme sia in campo militare che religioso, Vamba fu rovesciato e, nell'ottobre dello stesso anno, fu costretto a abdicare e a consegnare il potere al conte Ervige, che aveva guidato la ribellione, appoggiato dal metropolita di Toledo, Giuliano II (680-690), che lo unse come nuovo re. Il XII Concilio di Toledo, respingendo le richieste di Vamba, legittimò l'usurpazione del trono.
Durante il suo regno, Ervige diminuì alcune imposte e ne abolì altre; revocò le severe imposte della legge militare di Vamba, che obbligava nobiltà e clero a prestare servizio nell'esercito. Continuò con la politica di persecuzione degli ebrei. A partire dal 1º febbraio 681 i non convertiti avevano 12 mesi di tempo per farsi battezzare. E nel 682, modificò diverse norme del Liber iudiciorum o Codice di Reccesvindo, che da quel periodo fu chiamato Codice di Ervige. Infine sembra che, durante il suo regno, continuassero anche i tentativi di sbarco dei Berberi, islamizzati.
Il successore, Egica, continuando nella politica di Ervige modificò il codice di Reccesvindo a favore del mantenimento del trono alla sua famiglia. Nello stesso tempo varò diverse norme contro gli ebrei, che furono ratificate dal XVII Concilio di Toledo, del 695 per ingraziarsi la chiesa e quindi evitare, alla sua morte, persecuzioni alla sua famiglia, come era avvenuto in passato. Tutti gli ebrei maschi del regno dovevano essere venduti come schiavi e i bambini essere ceduti a famiglie cristiane per essere cresciuti nella fede cattolica. A seguito di ciò molti ebrei si convertirono forzatamente mentre altri, pur di mantenere la loro fede, si rifugiarono in Nordafrica. Questa legge non ebbe applicazione in Settimania.
Per questi motivi gli ebrei accolsero gli arabi come liberatori e ne favorirono l'invasione.

### Ultimi anni del regno visigoto
Nel 698, il califfo omayyade, Abd al-Malik ibn Marwan, nominò governatore del Nordafrica il generale yemenita, Musa ibn Nusayr, che portò a termine la conquista dei territori berberi e migliorò la flotta per la futura conquista delle isole Baleari ai Bizantini.
Succeduto al padre Egica, nel 702, Witiza si dimostrò un sovrano più clemente del padre. Cosciente delle tensioni create dalle persecuzioni dei suoi predecessori, richiamò coloro i quali erano stati esiliati da suo padre, restituendo loro le proprietà e gli schiavi precedentemente confiscati. L'inizio del suo regno coincise con la celebrazione del XVIII e ultimo Concilio di Toledo.
Poco si conosce del regno di Witiza: stando a un cronista anonimo, continuatore della Cronaca di Isidoro di Siviglia, si trattò di un periodo di prosperità per la Spagna. Negli ultimi anni di governo, Witiza associò al trono il figlio Agila II, assegnandogli le province Settimania e Tarraconense. Verso il 708, vi fu un tentativo di invasione, da parte degli Arabi di Ifriqiya, che prontamente Witiza respinse, e nello stesso periodo sembra (secondo il cronista Isidoro di Pax Julia) che rintuzzasse anche il tentativo dei Bizantini di ritornare sulla penisola iberica dalle Baleari.
Dopo la morte di Witiza, nel 710, gli successe il figlio Agila II, ma alcuni funzionari e anche parte dei nobili goti non vollero riconoscere il nuovo re, ed elessero al trono il duca della Betica, Roderico (conosciuto anche come Rodrigo), il quale però dovette affrontare l'opposizione di parte della nobiltà e di buona parte del clero, che invece appoggiava Agila II. L'esercito di Roderigo sconfisse Agila, che, coi fratelli Omundo e Artavasde e lo zio, il vescovo Oppas, abbandonò Toledo e il trono al duca di Betica e si rifugiò in Nord-Africa. Questa regione, da poco occupata e convertita all'Islam era governata dal wali Musa ibn Nusayr. Agila II si recò dapprima dal governatore cristiano di Ceuta, Giuliano, che nelle cronache arabe viene indicato con il nome di Ilyan o Youlyân, il quale nutriva sentimenti di vendetta nei confronti dell'usurpatore, in quanto accusato di aver violentato la sua bellissima figlia Florinda. Attraverso Giuliano ottenne l'appoggio di Musa che diede mandato a un suo mawlā (liberto), il wali berbero di Tangeri, Tariq ibn Ziyad, di organizzare un piccolo esercito al suo comando e preparare l'invasione del regno dei Visigoti.

### La conquista araba
L'esercito arabo-berbero attraversò lo stretto nella primavera del 711, e il 30 aprile 711, mentre Rodrigo si trovava impegnato a domare una rivolta dei Baschi, sobillati da Agila II, a Pamplona, nel nord della Spagna, le forze di Tāriq (circa 12 000 uomini, di cui 7 000 berberi) sbarcarono e occuparono la rocca di Gibilterra (il nome Gibilterra deriva dall'espressione araba Jabal al-Ṭāriq, che significa montagna di Ṭāriq) e la città di Algeciras. Tariq si diresse verso Cordova, ma fu bloccato dalle truppe visigote comandate da Bencio, cugino del re, che pur sconfitto, continuò la resistenza, permettendo a Roderigo, informato dello sbarco con ben 10 giorni di ritardo, che, con un mese di marcia forzata riuscì a portare le sue truppe a sud, nella valle del rio Salado, dove sulle rive del lago Janda, vicino alla città di Medina-Sidonia, avvenne la battaglia decisiva.
I due eserciti si scontrarono il 19 luglio 711 nella valle del Rio Salado, presso Cadice, nella battaglia del Guadalete che si protrasse per ben otto giorni, dal 19 al 26 dello stesso mese: alla fine, l'esercito di Rodrigo fu sconfitto. L'esito della battaglia fu fatale al re e al regno dei Visigoti: secondo le cronache arabe vennero passati tutti a fil di spada e gettati nel fiume. La vittoria musulmana fu favorita anche dal supporto di molti degli avversari di Rodrigo, come il già citato Agila, e il vescovo Oppas, fratello del defunto Witiza. Questa battaglia mise fine al regno dei Visigoti e aprì, in modo incredibilmente facile e inatteso, le porte all'occupazione araba della Penisola Iberica.
Dopo la battaglia del Guadalete, Agila probabilmente fu coronato, a Toledo, re dei Visigoti. I musulmani, appoggiati dalla popolazione ebraica, che, negli anni precedenti, era stata perseguitata, continuarono ad avanzare e arrivarono a Toledo, senza incontrare molta resistenza. Agila fu costretto a ritirarsi al nord.
Nel 712, Agila incontrò, sempre a Toledo, Tariq ibn Ziyad, il condottiero della compagine arabo-berbera, che non potendo confermarlo re dei Visigoti, lo rimandò al wali Musa ibn Nusayr, l'emiro yemenita, governatore del Nordafrica, che a sua volta, per la decisione, si rimise al califfo omayyade di Damasco, al-Walid ibn Abd al-Malik (705-715).
Sempre nel 712 lo stesso Musa, sbarcò nella Penisola iberica, alla testa di un grosso contingente di 18 000 uomini, con lo scopo di conquistarla, e senza tener conto delle richieste di Agila di essere confermato re, conquistò Siviglia e dopo un anno di assedio, nel giugno del 713, Merida e, arrivato a Toledo, propose ad Agila che l'aveva raggiunto di riconoscersi suo vassallo, con la promessa di restituirgli tutti i beni di cui era stato spogliato da Roderico.
Tra la fine del 713 e il 714, Agila II accettò e, tradendo i suoi partigiani, si trasferì a Toledo, e abdicò. I suoi partigiani, della Tarraconense e della Settimania, allora elessero re Ardo.
La conquista omayyade della penisola iberica da parte dei Mori, iniziata con la battaglia del Guadalete del 711, nel 714, aveva già inglobato le province: Betica e Lusitania e parte della Galizia, della Cartaginense e iniziato l'invasione della Tarraconense (Musa e Tariq avevano occupato Saragozza), dove Ardo era riuscito a fermarli; non riuscì però ad arrestare la conquista della penisola iberica da parte dei musulmani, ma solo a frenarla.
Le truppe islamiche, con gli ebrei loro alleati, tra il 715 e il 716, occuparono Tarragona, in cui gli ebrei erano in maggioranza, e tutte le zone del regno che non erano leali ai Visigoti, incuneandosi così nel restante territorio del regno dei Visigoti, che non riuscirono più a coordinare un fronte comune.
Così, nel 717, le guarnigioni che si erano ritirate in Barcellona, furono sconfitte davanti alle porte della città dalle truppe islamico-ebraiche. Mentre simultaneamente Gerona ed Empúries, dove gli ebrei erano in numero rilevante, si arrendevano alle truppe di musulmani ed ebrei, obbligando i Visigoti ad abbandonare le città. Entro lo stesso anno tutta la nobiltà gota fu obbligata a ritirarsi, attraversando i Pirenei, in Settimania, dove si riorganizzarono, per tentare la riconquista della penisola iberica. Nel 720, dopo che i Mori, attraversati i Pirenei, attaccarono la Settimania, Ardo si ritirò a Narbona, che era, nel frattempo, diventata la capitale (di quello che era rimasto) del regno. Nel 721, i Mori posero l'assedio a Narbona, che resistette finché Ardo perse la vita in una battaglia davanti alle porte della città.
La Settimania fu completamente sottomessa dai Mori e unita ad al-Andalus nel 725.
Il Codice di leggi visigoto (forum judicum), che fu parte della tradizione orale aristocratica, venne scritto nel VII secolo, e sopravvisse in due codici separati conservati presso il monastero dell'Escorial. Entra in un dettaglio maggiore delle costituzioni moderne, rivelando la grande attenzione dei Visigoti alla struttura sociale.

### Regno delle Asturie
Si crede che sia stato Pelagio, un nobile visigoto, ad aver iniziato la Reconquista cristiana della Spagna nel 718, quando sconfisse gli Omayyadi nella battaglia di Covadonga dando vita al Regno delle Asturie nel nord che diventò la prima entità politica cristiana presente nella penisola iberica dopo il collasso del regno visigoto. Altri Visigoti, rifiutando di convertirsi alla fede islamica, fuggirono verso nord entrando nel regno dei Franchi, dove poche generazioni dopo i Visigoti giocarono un ruolo fondamentale nella nascita dell'impero di Carlo Magno.

## La società nella Spagna visigota
Le stime più affidabili parlano di circa 150 000 Visigoti insediati in Hispania all'epoca del trasferimento della capitale a Toledo (attorno alla metà del VI secolo), su una popolazione totale iberica compresa fra i 7 e i 10 milioni di abitanti. Tale popolo di ceppo germanico, all'interno della società ibero-romana si può pertanto configurare come una vera e propria minoranza etnica, anche se detentrice del potere, che fu lentamente assimilata.
La stessa società iberica andò incontro a forti cambiamenti. Da un lato, si ebbe infatti un progressivo spopolamento delle grandi città, dall'altro, un lento processo di ruralizzazione, con la formazione di piccoli centri abitati intorno alle villae romane. Molti edifici e monumenti romani andarono distrutti e i loro materiali furono riutilizzati per la costruzione di luoghi di culto cristiani e altre costruzioni civili (arte visigota).
All'anno 654 risale la pubblicazione del Liber iudicorum, opera in cui i fondamenti del diritto romano si fondevano con le pratiche che, col passare dei secoli, si erano sviluppate attorno al diritto di proprietà.

### Città fondate
I Visigoti fondarono le sole nuove città dell'Europa occidentale tra il V e l'VIII secolo. Si sa che fondarono quattro città, mentre una quinta è assegnata a loro da successive fonti arabe. Tutte queste città nacquero per motivi militari, e tre di esse servirono anche per commemorare famose vittorie.
La prima, Reccopolis, venne fondata da Leovegildo nel 578 dopo la vittoria ottenuta sui Franchi, vicino all'odierna piccola città di Zorita de los Canes. Gli diede il nome del figlio, Reccaredo, e la costruì in stile bizantino, con un palazzo, ma era in rovina nel IX secolo (dopo la conquista araba).
Poco dopo Leovegildo fondò Victoriacum per ricordare la vittoria sui Baschi. Nonostante si cerchi spesso di associarla all'odierna Vitoria, le fonti contemporanee del XII secolo ne assegnano la fondazione a Sancho VI di Navarra.
Il figlio di Leovegildo fondò una propria città attorno al 600. Isidoro di Siviglia la definisce Lugo id est Luceo nelle Asturie, costruita in seguito alla vittoria sui Cantabri.
La quarta città dei Goti fu Ologicus (forse Ologitis), fondata utilizzando la manodopera basca nel 621 da Suintila come fortezza contro possibili rivolte dei neo-sottomessi Baschi. Viene identificata con Olite.
La possibile quinta città visigota sarebbe Baiyara (forse l'odierna Montoro), citata come fondata da Reccaredo nel Geografia di Rawd al-Mitar.

### Testi spagnoli sull'argomento
- Caerols, José Joaquín. El encuentro entre godos e hispanorromanos (un análisis filológico), Roma, 2001, pp. 199–238. Encuentro, 2002.
- González, A. y García Moreno, L. Los visigodos. Historia y civilización, Murcia, 1986.
- Harodl Livermore. Orígenes de España y Portugal. Barcelona 1988.
- Fontaine, J., Isidoro de Sevilla. Génesis y originalidad de la cultura hispánica en tiempos de los visigodos, Madrid.Caerols, José Joaquín
- Sánchez Albornoz, Claudio. Estudios visigodos. Roma, 1971.
- Thompson, E. A. Los godos en España, Madrid, 1971.